# José O'Donnell y Anhetan
José O'Donnell y Anhetan (Guadalajara, 28 d'agost de 1768-Madrid, 30 de novembre de 1836) va ser un militar espanyol que va aconseguir el rang de tinent general.

Germà dels també militars Enrique José, Carlos Manuel i Alejandro, van ser fills del militar irlandès Joseph O'Donnell (1727-1787) i de Margarida d'Anhetan, luxemburguesa.
El 1808 figurava com a oficial a l'estat major de Pedro Caro i Sureda, III marquès de la Romana durant l'evacuació de la Divisió del Nord de Dinamarca. Va ser derrotat per Nicolas Godinot a la batalla de Zújar el 1811. Després de la desastrosa pèrdua de València el gener de 1812, va reorganitzar hàbilment les restes de l'exèrcit espanyol. Exercint de capità general de Múrcia, va patir una severa derrota a mans de Jean Isidore Harispe a la batalla de Castalla al juliol de 1812. Va ser reemplaçat en el comandament poc després.
Posteriorment va ser capità general de València i de Castella la Vella.